# Игин, Фёдор Иванович
Фёдор Ива́нович И́гин (1816—1860) — русский живописец, представитель венециановской школы, портретист и жанрист. Писал портреты, жанровые картины, виды интерьеров. Исполнял копии с портретов других художников.

## Биография
Из государственных крестьян Вологодской губернии. Родился в деревне Софроновская (Подгородная) вблизи города Яренск. Был отпущен в Санкт-Петербург по «плакатному паспорту» Яренского уездного казначейства сроком на 1 год от 13 (25) ноября 1835 года. Вместе с обозом по санному пути пришёл в Петербург, чтобы учиться живописи. В архивах Вологды имеется переписка вологодского губернатора с Академией художеств по поводу принятия на учёбу крестьянского сына Фёдора Игина.
Поступив в число «посторонних учеников» Императорской Академии художеств и обучаясь у Алексея Венецианова, потом у Карла Брюллова, пользовался отсрочками до июня 1839 года.
В 1841 году по представленным рисункам Игин был оформлен вольноопределяющимся учеником Императорской Академии художеств к профессору Петру Васильевичу Басину.

## Творчество
В 1842 году выставил в ИАХ портрет купца Макарова, в 1846 — портрет Гаврилова.
Участвовал в росписи Исаакиевского собора с такими известными художниками, как К. П. Брюллов, П. В. Басин, Ф. А. Бруни.
26 сентября (8 октября)  1847 года за портрет старика, читающего книгу («Старовер»), получил звание свободного (неклассного) художника исторической и портретной живописи. За это произведение художник получил две серебряные медали (вероятно, одной из них была малая серебряная медаль, награждение которой, согласно правилам ИАХ, сопровождало получение звания неклассного художника).
Известны тринадцать произведений Игина, среди которых чаще всего упоминаются две картины: «Портрет молодой женщины с белым цветком в волосах» (1854; Русский музей, Санкт-Петербург) и «Портрет Гаврилова» (1846; Иркутский областной художественный музей; некоторыми авторами атрибутируется как произведение И. Н. Крамского).
- Портрет В. А. Жуковского (копия с рисунка Ф. Т. Гильдебрандта, 1854). Всероссийский музей А. С. Пушкина
- Портрет К. Н. Батюшкова. Копия с рисунка О. А. Кипренского (1815). 1856. Холст, масло. 79x63,7 см. Всероссийский музей А. С. Пушкина
- Портрет Гаврилова (авторство приписывается также И. Н. Крамскому). 1846. Иркутский областной художественный музей
- Портрет молодой женщины с белым цветком в волосах. 1854. Холст, масло. 59x47,5 см. Государственный Русский музей